# Matías Recalt
Matías Recalt, né le 14 septembre 2001, est un acteur argentin.

## Biographie
Né le 14 septembre 2001, Matías Recalt grandit dans la ville d'Ingeniero Maschwitz, dans la province de Buenos Aires.
Il n'avait jamais rêvé ni envisagé de devenir acteur dans son enfance mais il a commencé à suivre des cours de théâtre à Teatro Consciente à l'âge de 15 ans et a été formé pendant trois ans.
Il fait ses débuts à la télévision en tant qu'acteur dans les séries Apache : La vie de Carlos Tevez (Netflix, 2019), incarnant l'ami de Carlos Tévez, Danilo, et Une organisatrice hors paire (Disney +, 2023) dans laquelle il joue le personnage de Javier Gutiérrez. 
En 2023, il est reconnu au niveau international pour le rôle de Roberto Canessa, joueur de rugby du Old Christians Club et héros de la catastrophe du Vol Fuerza Aérea Uruguaya 571, dans le film Le Cercle des neiges de Juan Antonio Bayona, pour lequel il est nommé dans la catégorie du prix Goya du meilleur espoir masculin et remporte le prix.

## Récompenses et nominations
- 2024 : Prix Goya du meilleur espoir masculin[8] - Gagné
- 2024 : Prix du meilleur nouvel acteur au CEC Medals - Gagné
- 2024 : Prix du meilleur acteur dans un second rôle au Platino Awards - Nommé